# Anna Katherina Vivas
Pour les articles homonymes, voir Vivas.
Anna Katherina Vivas, née en 1972 à Tovar, est une astrophysicienne vénézuélienne reconnue pour la découverte de 100 nouvelles étoiles très éloignées de RR Lyrae. Ces étoiles se situent entre 13 000 et 220 000 années-lumière du Soleil et sont considérées parmi les plus anciennes de la Voie Lactée. Les recherches de Vivas ont permis certaines des premières études sur la structure de la Voie lactée. L'observation des étoiles en question a été effectuée grâce à la combinaison d'un télescope à champ large et une caméra mégapixel, permettant de couvrir de grandes parties du ciel en un temps record.

## Biographie
Vivas est diplômée en physique de l'Université des Andes et docteur en astrophysique de l'Université de Yale. De 2002 à 2013, elle a travaillé comme chercheuse au Centre de recherche Francisco J. Duarte (Observatoire astronomique national de Llano del Hato), au Venezuela, dans l'État de Mérida. En 2009, elle reçoit le prix scientifique Polar Lorenzo Mendoza Fleury (en).

## Publications
- A. Katherina Vivas, Knut Olsen, Robert Blum, David L. Nidever, Alistair R. Walker, Nicolas F. Martin, Gurtina Besla, Carme Gallart, Roeland P. Van Der Marel, Steven R. Majewski, Catherine C. Kaleida, Ricardo R. Muñoz, Abhijit Saha, Blair C. Conn et Shoko Jin, « Variable Stars in the Field of the Hydra II Ultra-faint Dwarf Galaxy », The Astronomical Journal, vol. 151, no 5,‎ 2016, p. 118 (DOI 10.3847/0004-6256/151/5/118, Bibcode 2016AJ....151..118V, arXiv 1510.05539)
- T. S. Li, J. D. Simon, A. B. Pace, G. Torrealba, K. Kuehn, A. Drlica-Wagner, K. Bechtol, A. K. Vivas, R. P. Van Der Marel, M. Wood, B. Yanny, V. Belokurov, P. Jethwa, D. B. Zucker, G. Lewis, R. Kron, D. L. Nidever, M. A. Sánchez-Conde, A. P. Ji, B. C. Conn, D. J. James, N. F. Martin, D. Martinez-Delgado, N. E. D. Noël et MagLiteS Collaboration, « Ships Passing in the Night: Spectroscopic Analysis of Two Ultra-faint Satellites in the Constellation Carina », The Astrophysical Journal, vol. 857, no 2,‎ 2018, p. 145 (DOI 10.3847/1538-4357/aab666, Bibcode 2018ApJ...857..145L, arXiv 1802.06810).
- C. E. Martínez-Vázquez, A. K. Vivas, M. Gurevich, A. R. Walker, M. McCarthy, A. B. Pace, K. M. Stringer, B. Santiago, R. Hounsell, L. Macri, T. S. Li, K. Bechtol, A. H. Riley, A. G. Kim, J. D. Simon, A. Drlica-Wagner, E. O. Nadler, J. L. Marshall, J. Annis, S. Avila, E. Bertin, D. Brooks, E. Buckley-Geer, D. L. Burke, A Carnero Rosell, M Carrasco Kind, L. N. Da Costa, J. De Vicente, S. Desai et H. T. Diehl, « Search for RR a.l.rae stars in DES ultra-faint systems: Grus I, Kim 2, Phoenix II, and Grus II », Monthly Notices of the Royal Astronomical Society, vol. 490, no 2,‎ 2019, p. 2183 (DOI 10.1093/mnras/stz2609, Bibcode 2019MNRAS.490.2183M, arXiv 1909.06308)